# ادوارد آشفورد
ادوارد آشفورد، یکی از مهم‌ترین شخصیت‌های سری رزیدنت ایول محسوب می‌شود. او یکی از سه بنیان‌گذار شرکت آمبرلا، و کاشف ویروس مادر است. او با ساخت این ویروس موفق به اثبات آن شد، که می‌توان در دی ان ای، جهش‌های کنترل شده ایجاد نمود، و از این جهش ژنتیکی به منظور تغییر در ساختار سلولی و حیاتی موجودات زنده استفاده کرد. او برخلاف دیگر بنیانگذاران شرکت آمبرلا یعنی آزول ای اسپنسر و جیمز مارکوس،از این کشف اهداف شومی را در سر نمی پروراند.بلکه هدفش واقعا درمان بیماری‌ها و کمک به مردم بود. آزمایش بر روی ویروس ساخته شده به دست او، هیچگاه به صورت کامل موفقیت‌آمیز نبود و فقط یک بار بر لیسا تریور، به شکل کاملاً موفقیت‌آمیز انجام شد. در حقیقت این ویروس، امیدهای بزرگان آمبرلا را برای موفقیت در هدف‌های شوم خود زنده کرد. بعدها نیز دکتر جیمز مارکوس، موفق به ساخت  ویروس تی، با استفاده از ویروس مادر شد.ادوارد آشفورد اندکی پس از تأسیس آمبرلا و در سال 1968،در هنگام انجام آزمایش بر روی ویروس پروجنیتور کشته شد و پسرش الکساندر آشفورد، جای او را در آمبرلا گرفت.